# Bác Cổ
Bác Cổ (1907 - 1946) (chữ Hán: 博古; bính âm: Bó Gǔ) tên thật là Tần Bang Hiến (Trung Quốc: 秦邦宪; bính âm: Qín Bāngxiàn), là một nhà lãnh đạo cấp cao của Đảng Cộng sản Trung Quốc trong giai đoạn đầu, Tổng Bí thư thứ V của Đảng Cộng sản Trung Quốc từ năm 1932 đến năm 1935.

## Thuở nhỏ
Tần Bang Hiến sinh ngày 14 tháng năm 1907 tại Vô Tích, Giang Tô. Năm 1925, Tần vào Đại học Thượng Hải, và được tiếp xúc với Chủ nghĩa Mác và Lênin. Năm 1926, Tần Bang Hiến đã được gửi đến trường Đại học Tôn Trung Sơn Moscow để nghiên cứu Chủ nghĩa Mác và Lênin ở. Từ đây Tần Bang Hiến bắt đầu sử dụng bí danh Bác Cổ, Tần bắt đầu tìm hiểu Chủ nghĩa Mác - Lê-nin một cách hệ thống. Cũng tại đây Tần Bang Hiến đã làm quen với Vương Minh, người đã đến trường đại học này một năm trước đó. Vương và Tần, cùng với các nhân vật nổi tiếng khác trong sinh viên Trung Quốc như Trương Văn Thiên (bí danh Lạc Phủ), Vương Gia Tường và Dương Thượng Côn, thành lập một nhóm chính trị được gọi là "28 người Bolshevik". Họ tự cho mình là những người theo Chủ nghĩa Marx chính thống.

## Tổng bí thư Đảng Cộng sản Trung Quốc
Tại Đại hội lần thứ sáu Đảng Cộng sản Trung Quốc họp từ ngày 18 tháng 6 đến ngày 11 tháng 7 năm 1928, tại Moskva, Liên Xô, Hướng Trung Phát được bầu làm Tổng bí thư. Tuy nhiên sau đó Lý Lập Tam được bổ sung vào Bộ Chính trị giữ chức Ủy viên Thường vụ Bộ Chính trị là người nắm thực quyền lãnh đạo Đảng. Tháng 9 năm 1930, Hội nghị toàn thể Ủy ban Trung ương Đảng họp, phê phán đường lối tả khuynh của Lý Lập Tam. Tháng 1 năm 1931, Vương Minh (tức Trần Thiệu Vũ) được Quốc tế Cộng sản phái về, vào Bộ Chính trị và nắm quyền lãnh đạo Đảng. Tháng 10 năm 1931, khi Vương Minh trở lại Liên Xô, Bác Cổ thay thế Vương Minh làm Tổng bí thư.

## Lãnh đạo cuộc Vạn lý Trường chinh
Trong cuộc Vạn lý Trường chinh Bác Cổ là tổng bí thư Đảng, Otto Braun là tư lệnh Hồng quân. Tuy nhiên sau thảm bại ở Tương Giang, tại Đại hội Tuân Nghĩa quyền lãnh đạo Đảng và quân đội của Otto Braun và Bác Cổ bị chống đối một cách quyết liệt. Kết quả hội nghị là Trương Văn Thiên (tức Lạc Phủ) lên làm tổng bí thư, phe thân Nga mất quyền lãnh đạo, quyền hành thực tế vào tay Mao Trạch Đông. 

## Sau khi mất chức tổng bí thư
Sau khi lật đổ Bác Cổ khỏi vị trí cao nhất trong Đảng, Mao vẫn còn cần Bác Cổ và những người khác trong nhóm 28 người Bolsheviks như Trương Văn Thiên, Vương Gia Tường hỗ trợ cho Mao trong cuộc tranh giành quyền lực của Mao với Vương Minh và Trương Quốc Đào. Năm 1936, Bác Cổ và Chu Ân Lai được phái đến Tây An để xử lý Sự biến Tây An và tham gia thành lập Mặt trận chống lại Nhật Bản. Sau khi kết thúc cuộc chiến tranh chống Nhật vào năm 1945 (Kết thúc Thế chiến II), để tránh cuộc nội chiến, Quốc dân Đảng và phe Cộng sản họp ở Trùng Khánh để đàm phán hòa bình, Bác Cổ là đại biểu của Đảng Cộng sản Trung Quốc. tháng 2 năm 1946, khi Bác Cổ trên đường về Diên An báo cáo công tác thì tử nạn máy bay tại Sơn Tây. Trong số nạn nhân còn có Diệp Đình, một lãnh đạo quân sự của Cộng sản Trung Hoa.